# Harriet Elizabeth Prescott Spofford

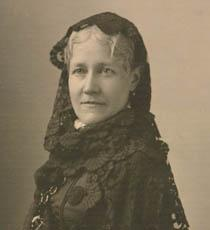
Harriet Prescott Spofford

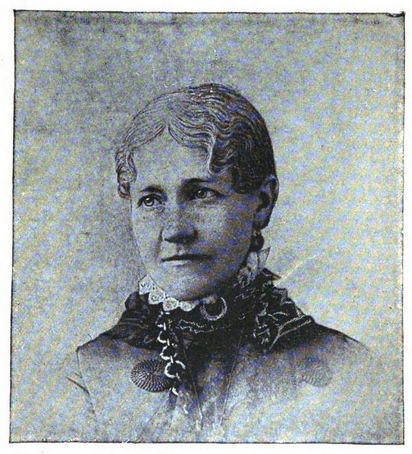
Harriet Prescott Spofford, 1889

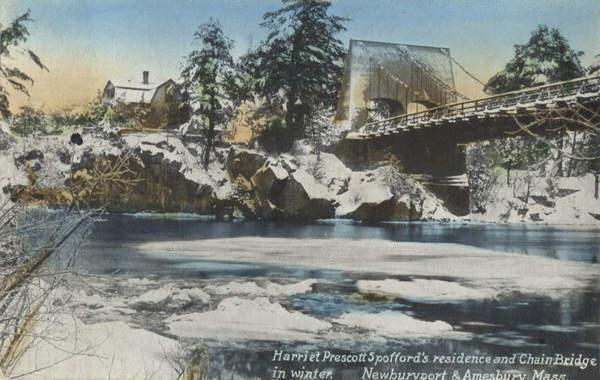
Residence of Harriet Prescott Spofford, Ansichtskarte, ca. 1910

Harriet Elizabeth Prescott Spofford (* 3. April 1835 in Calais, Maine; † 14. August 1921 in Deer Island, Amesbury, Massachusetts) war eine US-amerikanische Schriftstellerin von Romanen, Gedichten und Kriminalromanen. Als eine der meistveröffentlichten Autorinnen der Vereinigten Staaten umspannte ihre Karriere mehr als sechs Jahrzehnte und umfasste viele literarische Gattungen wie Kurzgeschichten, Gedichte, Romane, Literaturkritik, Biografien und Memoiren. Sie schrieb auch Artikel über Haushaltsdekoration, Reisen und Kinderliteratur.S. 537

## Leben
Harriet Elizabeth Prescott wurde als älteste Tochter von Joseph N. Prescott und Sarah Bridges geboren.S. 522 Als Harriet noch sehr jung war, zog die Familie nach Newburyport, Massachusetts.
Ihr Vater war damals Holzhändler in Calais; später studierte und praktizierte er Jura. Im Jahr 1849 suchte er im kalifornischen Goldrausch sein Glück und er ließ seine Familie in Maine zurück. Er gehörte zu den Gründern von Oregon City, Oregon, und wurde dreimal zum Bürgermeister der Stadt gewählt.S. 522
Im Alter von vierzehn Jahren zog Prescott zu ihrer Tante nach Newburyport und besuchte dort die Putnam Free School in Newburyport. Hier machte sie sich auch bei ihren Mitschülern einen Namen, indem sie Dramen zu historischen Fakten und in lebendiger Sprache schrieb, die sie an den Besuchstagen der Schule vortrug. Zu dieser Zeit zog ihre Mutter mit ihren jüngeren Geschwistern nach Derry, New Hampshire, und nachdem Prescott die Putnam School absolviert hatte, beendete sie ihre Ausbildung von 1853 bis 1855 an der Pinkerton Academy.S. 527–9
Nach dem Schulabschluss im Alter von siebzehn Jahren wurden sowohl der Vater in Oregon wie die Mutter zu Invaliden und als Älteste der Familie fiel die gesamte Verantwortung für den finanziellen Unterhalt auf sie. Bald darauf veröffentlichte sie ihre erste Geschichte, und da sie um weitere gebeten wurde, lieferte sie in den nächsten drei Jahren hundert. Sie belagerte die Zeitungsredaktionen in Boston mit Erzählungen und Kurzgeschichten. Die Konkurrenz war damals noch nicht so groß wie später, aber sie musste trotzdem fast ununterbrochen arbeiten – manchmal schrieb sie fünfzehn Stunden am Tag –, um die Kosten für die Familie zu decken. Die Bezahlung war gering, und als sie von 5 auf 2 US-Dollar reduziert wurde, weigerte sie sich, weitere Beiträge zu schicken. Ihre Geschichten aus dieser Zeit wurden nie gesammelt oder bekannt.
Sie erlangte dann sehr plötzlich große Bekanntheit: Im Jahr 1859 schickte sie dem Atlantic Monthly eine Geschichte mit dem Titel In a Cellar. James Russell Lowell war zu dieser Zeit Herausgeber des Atlantic und wollte zunächst nicht glauben, dass eine junge Frau eine so brillante und charakteristische Beschreibung eines Pariser Bohemiens geschrieben haben könnte; er bestand darauf, dass es sich um eine Übersetzung aus dem Französischen handeln müsse. Nachdem er sich von der Echtheit der Geschichte überzeugt hatte, druckte er sie nicht nur ab, sondern schickte der Autorin auch einen Scheck in Höhe von 100 US-Dollar zusammen mit einem Empfehlungsschreiben. Die Unterstützung des Atlantic öffnete alle anderen amerikanischen Zeitschriftenbüros und ermöglichte es ihr, sowohl in Prosa als auch in Lyrik eine willkommene Mitarbeiterin der wichtigsten Zeitschriften des Landes zu werden.
Ihr erster Roman, Sir Rohan’s Ghost, der 1859 in Boston veröffentlicht wurde, war ein sehr eindrucksvolles Werk, das ihr Talent für eine geschickte Handlung und eine wirkungsvolle dramatische Auflösung zeigte, aber auch Schwächen im Ausdruck, die sie mit zunehmender Erfahrung überwand. Dieses Buch wurde im Crayon, einer damals in New York City erscheinenden Kunstzeitschrift, ausführlich besprochen.
Prescotts spätere Werke waren: The Amber Gods and Other Stories (Boston, 1863), Azarim (1864), New England Legends (1871), The Thief in the Night (1872), Art Decoration Applied to Furniture (New York, 1881), Marquis of Carabas (Boston, 1872), Hester Stanley at St. Mark's (1883), The Servant Girl Question (1884) und Ballads about Authors (1888). Zusätzlich zu Prescotts produktiver Prosa schrieb sie Gedichte und Balladen.
Spoffords Belletristik hatte nur wenig mit dem gemein, was als typisch für den nüchternen Geist Neuenglands angesehen wurde. Ihre „Schauerromanzen“ zeichneten sich durch üppige Beschreibungen und einen unkonventionellen Umgang mit den weiblichen Stereotypen der damaligen Zeit aus. Im Stil war Spofford klassisch und in ihren Schriften herrschte ein Hauch von Ruhe und Reinheit. Sie zeichnete sich durch einen außergewöhnlichen Reichtum der Sprache aus, die nie angestrengt oder affektiert wirkte.
Als Thomas Wentworth Higginson Emily Dickinson fragte, ob sie Spoffords Werk Circumstance gelesen habe, antwortete Dickinson: „I read Miss Prescott’s 'Circumstance,' but it followed me in the dark, so I avoided her.“
1865, nach vielen Jahren der Verlobung,S. 533 heiratete sie Richard S. Spofford († 1888), einen Bostoner Anwalt. Im zweiten Jahr ihrer Ehe wurde ein Sohn geboren, der im Säuglingsalter starb.S. 534
Die Spoffords lebten auf Deer Island mit Blick auf den Merrimack River bei Amesbury. Obwohl die gesamte Insel als ständiger Wohnsitz erworben wurde, verbrachten sie viele ihrer Winter oder einen Teil davon in Boston und Washington, D.C. Spoffords Mutter starb am 1. April 1883 auf Deer Island, im Haus ihrer Tochter.S. 522 Spofford starb am 14. August 1921 auf Deer Island. Sie ist auf dem Oak Hill Cemetery in Newburyport begraben.
Ihr Nachlass wird in der Bibliothek des Smith College aufbewahrt.

## Werke (Auswahl)
- Sir Rohan’s Ghost, 1860
- The Amber Gods, and Other Stories, 1863
- Azarian: An Episode, 1864
- New England Legends, 1871
- The Thief in the Night, 1872
- Art Decoration Applied to Furniture, 1878
- The Servant Girl Question, 1881
- Marquis of Carabas, 1882
- Poems, 1882
- Hester Stanley at St. Mark’s, 1883
- Ballads About Authors, 1887
- A Scarlet Poppy, and Other Stories, 1894
- Stepping Stones To Happiness, 1897
- Old Madame, and Other Tragedies, 1900
- That Betty, 1903
- The Ray of Displacement and other stories, 1903
- Old Washington, 1906
- The Fairy Changeling, 1910
- A Little Book of Friends, 1916
- The Elder’s People, 1920

Moderne Ausgaben
- The "Amber Gods" and Other Stories. Hrsg.: Alfred Bendixen (= American Women Writers Series). Rutgers University Press, New Brunswick, NJ 1989, ISBN 978-0-8135-1400-0.
- The Moonstone Mass and Others. Hrsg.: Jessica Amanda Salmonson. Ash-Tree Press, Ashcroft, CAN 2000, ISBN 978-1-55310-008-9.